# Erin Hamlin
Erin Mullady Hamlin (ur. 19 listopada 1986 w New Hartford) – reprezentantka Stanów Zjednoczonych w saneczkarstwie. Startuje w tej dyscyplinie od 2005 roku. Największym sukcesem zawodniczki jest złoty medal w starcie indywidualnym podczas mistrzostw świata w Lake Placid. Zwycięstwem tym zakończyła ponad dziesięcioletnią dominację niemieckich saneczkarek, które nie przegrały zawodów Mistrzostw Świata, Pucharu Świata, czy też igrzysk olimpijskich od 1999 roku. Uczestniczka igrzysk w Turynie, gdzie zajęła 12. miejsce. Cztery lata później była 16, osiem lat później wywalczyła brązowy medal, a dwanaście lat później była 6. Po sezonie 2017/2018 postanowiła zakończyć sportową karierę.

## Osiągnięcia

### Igrzyska olimpijskie
| Rok  | Miejsce    | Jedynki | Drużyna mieszana |
| ---- | ---------- | ------- | ---------------- |
| 2006 | Turyn      | 12.     | nie rozgrywano   |
| 2010 | Vancouver  | 16.     | nie rozgrywano   |
| 2014 | Soczi      | 3.      | 6.               |
| 2018 | Pjongczang | 6.      | -                |

### Mistrzostwa świata
| Rok  | Miejsce     | Jedynki | Jedynki-sprint | Drużyna mieszana |
| ---- | ----------- | ------- | -------------- | ---------------- |
| 2005 | Park City   | 15.     | nie rozgrywano | -                |
| 2007 | Innsbruck   | 5.      | nie rozgrywano | 4.               |
| 2008 | Oberhof     | 8.      | nie rozgrywano | 5.               |
| 2009 | Lake Placid | 1.      | nie rozgrywano | 6.               |
| 2011 | Cesana      | 14.     | nie rozgrywano | odwołano         |
| 2012 | Altenberg   | 12.     | nie rozgrywano | 6.               |
| 2013 | Whistler    | 6.      | nie rozgrywano | 5.               |
| 2015 | Sigulda     | 4.      | nie rozgrywano | 5.               |
| 2016 | Königssee   | 8.      | 12.            | 5.               |
| 2017 | Igls        | 2.      | 1.             | 2.               |

### Mistrzostwa Ameryki i Pacyfiku
| Rok  | Miejsce     | Jedynki |
| ---- | ----------- | ------- |
| 2012 | Calgary     | 5.      |
| 2013 | Lake Placid | 3.      |
| 2014 | Whistler    | 2.      |
| 2015 | Lake Placid | 1.      |
| 2016 | Calgary     | 1.      |
| 2017 | Park City   | 1.      |
| 2018 | Calgary     | 6.      |

### Puchar Świata

#### Miejsca w klasyfikacji generalnej
| Sezon     | Miejsce |
| --------- | ------- |
| 2005/2006 | 12.     |
| 2006/2007 | 9.      |
| 2007/2008 | 7.      |
| 2008/2009 | 6.      |
| 2009/2010 | 4.      |
| 2010/2011 | 8.      |
| 2011/2012 | 6.      |
| 2012/2013 | 7.      |
| 2013/2014 | 6.      |
| 2014/2015 | 5.      |
| 2015/2016 | 4.      |
| 2016/2017 | 4.      |
| 2017/2018 | 7.      |

#### Miejsca na podium w zawodach Pucharu Świata - indywidualnie
| Lp. | Data       | Miejsce     | Konkurencja    | Lokata |
| --- | ---------- | ----------- | -------------- | ------ |
| 1.  | 13.12.2009 | Lillehammer | jedynki        | 3      |
| 2.  | 10.01.2010 | Winterberg  | jedynki        | 3      |
| 3.  | 31.01.2010 | Cesana      | jedynki        | 3      |
| 4.  | 27.11.2010 | Igls        | jedynki        | 3      |
| 5.  | 10.12.2010 | Calgary     | jedynki        | 3      |
| 6.  | 19.02.2012 | Sigulda     | jedynki        | 3      |
| 7.  | 06.12.2014 | Lake Placid | jedynki        | 2      |
| 8.  | 13.12.2014 | Calgary     | jedynki-sprint | 2      |
| 9.  | 22.02.2015 | Altenberg   | jedynki-sprnt  | 1      |
| 10. | 05.12.2015 | Lake Placid | jedynki        | 1      |
| 11. | 11.12.2015 | Park City   | jedynki        | 2      |
| 12. | 12.12.2015 | Park City   | jedynki-sprint | 2      |
| 13. | 18.12.2015 | Calgary     | jedynki        | 2      |
| 14. | 17.12.2016 | Park City   | jedynki        | 1      |
| 15. | 17.12.2016 | Park City   | jedynki-sprint | 1      |

#### Miejsca na podium w zawodach Pucharu Świata - drużynowo
| Lp. | Data       | Miejsce     | Konkurencja       | Lokata |
| --- | ---------- | ----------- | ----------------- | ------ |
| 1.  | 17.11.2007 | Lake Placid | sztafeta mieszana | 1      |
| 2.  | 18.01.2009 | Oberhof     | sztafeta mieszana | 3      |
| 3.  | 06.12.2009 | Altenberg   | sztafeta mieszana | 2      |
| 4.  | 10.01.2010 | Winterberg  | sztafeta mieszana | 3      |
| 5.  | 22.01.2012 | Winterberg  | sztafeta mieszana | 2      |
| 6.  | 06.12.2014 | Lake Placid | sztafeta mieszana | 3      |
| 7.  | 18.01.2015 | Oberhof     | sztafeta mieszana | 2      |
| 8.  | 05.12.2015 | Lake Placid | sztafeta mieszana | 1      |
| 9.  | 06.01.2017 | Königssee   | sztafeta mieszana | 2      |

#### Zwycięstwa w zawodach indywidualnych (stan na koniec sezonu 2011/2012) – szczegółowo
Hamlin jeszcze nie wygrała zawodów Pucharu Świata.

#### Miejsca na podium w zawodach indywidualnych (stan na koniec sezonu 2011/2012) – szczegółowo
Hamlin dotychczas sześciokrotnie stanęła na podium zawodów Pucharu Świata. Pierwszy raz dokonała tego podczas wyścigu w norweskim Lillehammer, gdzie zajęła trzecie miejsce.
| Nr | Dzień        | Rok  | Miejscowość | 1. Zjazd | Wynik 1. | 2. Zjazd | Wynik 2. | Łączny czas  | Lokata | Strata   | Zwycięzca            | Przypisy |
| -- | ------------ | ---- | ----------- | -------- | -------- | -------- | -------- | ------------ | ------ | -------- | -------------------- | -------- |
| 1. | 13 grudnia   | 2009 | Lillehammer | 48.791 s | 1.       | 48.825 s | 4.       | 1:37.616 s   | 3.     | +0.037 s | Tatjana Hüfner       | -        |
| 2. | 10 stycznia  | 2010 | Winterberg  | 56.777 s | 3.       | 56.552 s | 3.       | 1:53.329 s   | 3.     | +0.150 s | Natalie Geisenberger | -        |
| 3. | 31 stycznia  | 2010 | Cesana      | 46.884 s | 2.       | 47.041 s | 3.       | 1:33.925 s   | 3.     | +0.114 s | Natalie Geisenberger | -        |
| 4. | 27 listopada | 2010 | Innsbruck   | 40.031 s | 3.       | 39.943 s | 4.       | 1:19.974 min | 3.     | +0.380 s | Tatjana Hüfner       | -        |
| 5. | 10 grudnia   | 2010 | Calgary     | 46.969 s | 5.       | 46.986 s | 3.       | 1:33.955 min | 3.     | +0.297 s | Tatjana Hüfner       | -        |
| 6. | 18 lutego    | 2012 | Sigulda     | 42.957 s | 3.       | 43.210 s | 6.       | 1:26.167 min | 3.     | +0.283 s | Natalie Geisenberger | -        |

### Mistrzostwa Świata
Hamlin w 2009 roku została mistrzynią świata w zjeździe kobiet. W wyścigu tym dwukrotnie uzyskiwała najlepszy czas, a w drugim przejeździe uzyskała rekord toru. Jest pierwszą medalistką mistrzostw świata pochodzącą ze Stanów Zjednoczonych.
| Miejsce | Dzień    | Rok  | Miejscowość | 1. Zjazd | 2. Zjazd | Łączny czas     | Strata | Zwyciężczyni | Przypisy |
| ------- | -------- | ---- | ----------- | -------- | -------- | --------------- | ------ | ------------ | -------- |
|         | 6 lutego | 2009 | Lake Placid | 44.113 s | 43.985 s | 1 min. 28.098 s | -      | -            | [ 1 ]    |